# Szinnai Tivadar
Szinnai Tivadar, született Grünberg Tivadar (Budapest, 1894. december 20. – Budapest, 1972. július 16.) magyar író, műfordító. Tábor Béla (1907–1992) író, műfordító bátyja.

## Életpályája
óGrünberg Farkas (1860–1935) tanító, könyvelő és Lebovics Éva (1866–1921) fiaként született. A Budapesti Tudományegyetemen szerzett jogi diplomát. Tisztviselőként dolgozott, majd 1928-tól a Pantheon Könyvkiadó lektora volt. 1938-ban Budapesten, az V. kerületben házasságot kötött Heiman Ignác és Schütz Mária lányával, Vilmával (1895–1967).
1945 után a Szikra Kiadó, az Új Magyar Könyvkiadó, majd 1960-ig az Európa Könyvkiadó munkatársa volt.
Angol, német, francia nyelvből mintegy száz kötet szépprózai fordítása jelent meg, pl. Scott, Wells, Aldous Huxley, Remarque, Jean Cocteau művei.

## Műfordításai
- H. G. Wells: Akik otthon maradtak (regény, 192?)
- A. Baillon: Egy jó Mariska története (regény, 1924)
- Jean Cocteau: A párisi fiú (regény, 1925)
- Joseph Conrad: Az arany nyíl (regény, 1925)
- H. G. Wells: Bealby (regény, 1925)
- L. Bruun: Van Zanten kalandjai (regény, 1926)
- James Oliver Curwood: Kazán, a farkaskutya (regény, 1926)
- Claude Farrere: A titkárkisasszony (regény, 1926)
- J. Lombard: Éjjeli vallomás (regény, 1926)
- H. G. Wells: Kipps. Egy jámbor lélek története (regény, 1926)
- H. G. Wells: Mr. Britling (regény, 1927)
- H. G. Wells: William Clissold világa (regény, 1927)
- H. G. Wells: Mr. Lewisham és a szerelem (regény, 1928)
- S. Lewis: Sam Dodsworth Európában (regény, 1929)
- E. P. Oppenheim: A fekete pásztor (regény, 1929)
- H. G. Wells: Mr. Blettsworthy a kannibálok szigetén (regény, 1929)
- B. Pain: Férfikor (regény, 1930)
- J. Wassermann: Etzel Andergast (regény, 1932)
- M. De La Roche: Jalna lakói (regény, 1933)
- S. Lewis: Szegény lány pénzt keres (regény, 1933)
- G. L. Strachey: Erzsébet és Essex (életrajz, 1933)
- Aldous Huxley: Szép új világ (regény, 1934)
- H. G. Carlisle: A boldogságért fizetni kell (regény, 1935)
- G. L. Strachey: Viktória királynő (életrajz, 1935)
- A. J. Cronin: Réztábla a kapu alatt (regény, 1937)
- A. J. Cronin: Ezt látják a csillagok (regény, 1938)
- M. De La Roche: A 101 éves asszony (regény, 1938)
- K. Roberts: Északnyugati átjáró (regény, 1938)
- R. Field: Egy asszony három élete (regény, 1939)
- D. Aydelotte: Egy telepes-család regénye (regény, 1941)
- H. Dearden: A segítő kéz (regény, 1941)
- Hszien Ping-ying: Lázadó lányok (önéletrajz, 1941)
- R. Wright: Meghajszolt vad (regény, 1941)
- S. Zweig: Fouché élete (regény, 1941)
- F. Mason van Wyck: Három kikötő (regény, 1942)
- M. Sharp: Mai lányok (regény, 1942)
- G. B. Shaw: Művészszerelem (regény, 1942)
- N. Waln: Kína édes gyümölcs (regény, 1942)
- G. B. Shaw: Mr. Conolly házassága (regény, 1943)
- J. Hilton: Más is szenved (regény, 1944)
- E. Landolt: Új élet felé (regény, 1944)
- J. C. Furnas: Így él Amerika (1946)
- E. M. Remarque: A diadalív árnyékában (regény, 1946)
- G. B. Shaw: Éretlenek (regény, 1946)
- T. Dreiser: Omló bástya (regény, 1947)
- J. London: A vaspata (regény, 1949)
- W. Z. Foster: Lapok egy munkás életéből (1950)
- L. L. Brown: A vasváros (regény, 1952)
- A. Jürgen: Az irokézek fia (ifjúsági regény, 1952)
- O. Matyusina: Dal az életről (regény, 1952)
- V. V. Bianki: Az erdő kis lakói (mese, 1953)
- D. N. Mamin-Szibirják: Aljonuska meséi (mese, 1953)
- M. Wilson: Villámok között (regény, 1953)
- W. Hauff: A kis Mukk (mesék, 1954)
- V. Lebegyev: Történetek Micsurinról (1954)
- H. G. Wells: Az istenek eledele (regény, 1954)
- S. Leacock: Humoreszkek (Karinthy Frigyessel, 1955)
- W. Scott: Ivanhoe (regény, 1955)
- A. Wedding: Vasbivalyocska (ifjúsági regény, 1955)
- C. Dickens: Harangszó (elbeszélés, 1956)
- W. Hauff: Mesék (Bernáth Istvánnal, 1957)
- Mark Twain-C. D. Warner: Az aranykor (regény, 1957)
- J. Steinbeck: Édentől keletre (regény, 1958)
- J. Steinbeck: Lement a hold (regény, 1958)
- R. L. Stevenson: Catriona (regény, 1958)
- L. Feuchtwanger: Balgák bölcsessége avagy Jean-Jacques Rousseau halála és megdicsőülése (regény, 1959)
- J. Morrison: O'Mahony dáridói (elbeszélés, 1959)
- W. Scott: Rob Roy (regény, 1959)
- K. Held: Zora és pajtásai (ifjúsági regény, 1960)
- S. Lewis: Gideon Planish (regény, 1960)
- James Fenimore Cooper: Nyomkereső (ifjúsági regény, 1961)
- W. Du Bois: A fekete láng (regény-trilógia, 1961-1963)
- Arthur Miller: Gyújtópont (regény, 1961)
- James Fenimore Cooper: Bőrharisnya (ifjúsági regény, 1962)
- J. Morrison: Fekete fuvar (elbeszélés, 1962)
- James Fenimore Cooper: A préri (ifjúsági regény, 1963)
- F. B. Harte: Aranyásók (elbeszélés, 1963)
- Karl May: Az Ezüst-tó kincse (ifjúsági regény, 1964)
- T. M. Reid: A fehér törzsfőnök (ifjúsági regény, 1964)
- W. Scott: Puritánok utódai (regény, 1964
- C. Dickens: Copperfield Dávid (regény, 1966)
- G. Eliot: A vízimalom (regény, 1966)
- Karl May: Winnetou (ifjúsági regény, 1966)
- C. Reade: Klastrom és tűzhely (életrajzi regény, 1967)
- M. Clarke: Életfogytiglan (regény, 1968)
- Karl May: Az inka öröksége (ifjúsági regény, 1968)
- C. A. Vulpius: Haramiák kapitánya (ifjúsági regény, 1969)
- Karl May: A Medveölő fia (ifjúsági regény, 1970)
- Karl May: A sivatag szelleme (ifjúsági regény, 1971)
- James Fenimore Cooper: A vörös kalóz (ifjúsági regény, 1972)
- Karl May: Az olajkirály (ifjúsági regény, 1972)
- R. L. Stevenson: A fekete nyíl (ifjúsági regény, 1973)